# Xiao (flauta)

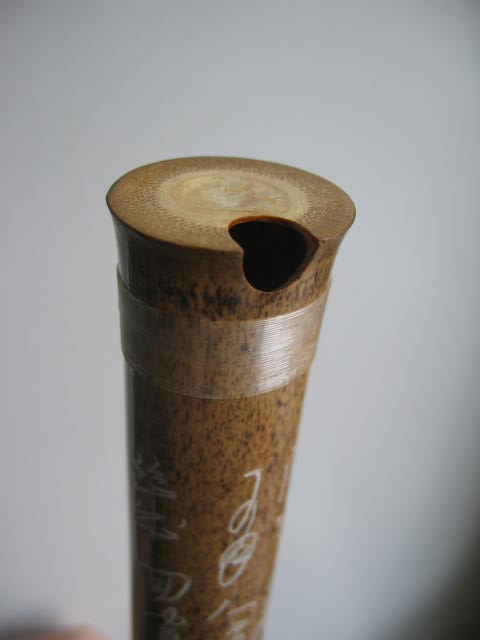
La embocadura de un Xiao. Cuando se toca el instrumento, la agujero se sienta contra el labio inferior, frente lejos de la cara.

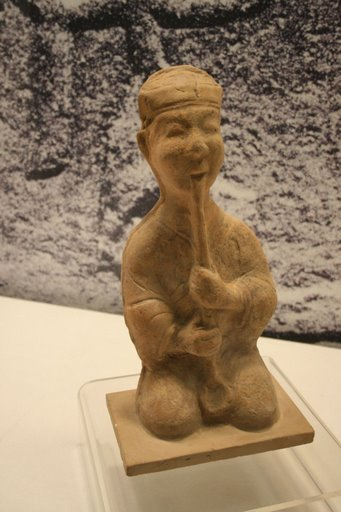
Un flautista de xiao cerámico excavado de un tumba del Dinastía Han Occidental (25-220 d. C.) en Sichuan.

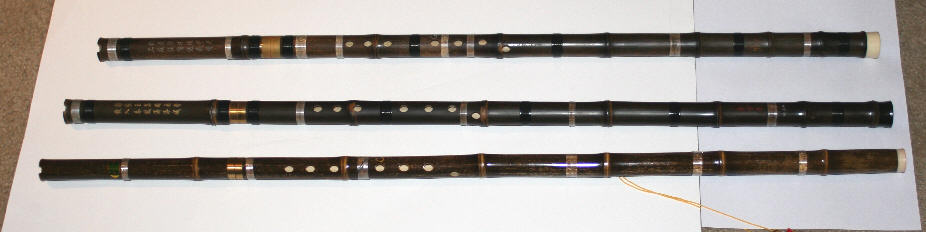
Varios dongxiao en tono de sol.

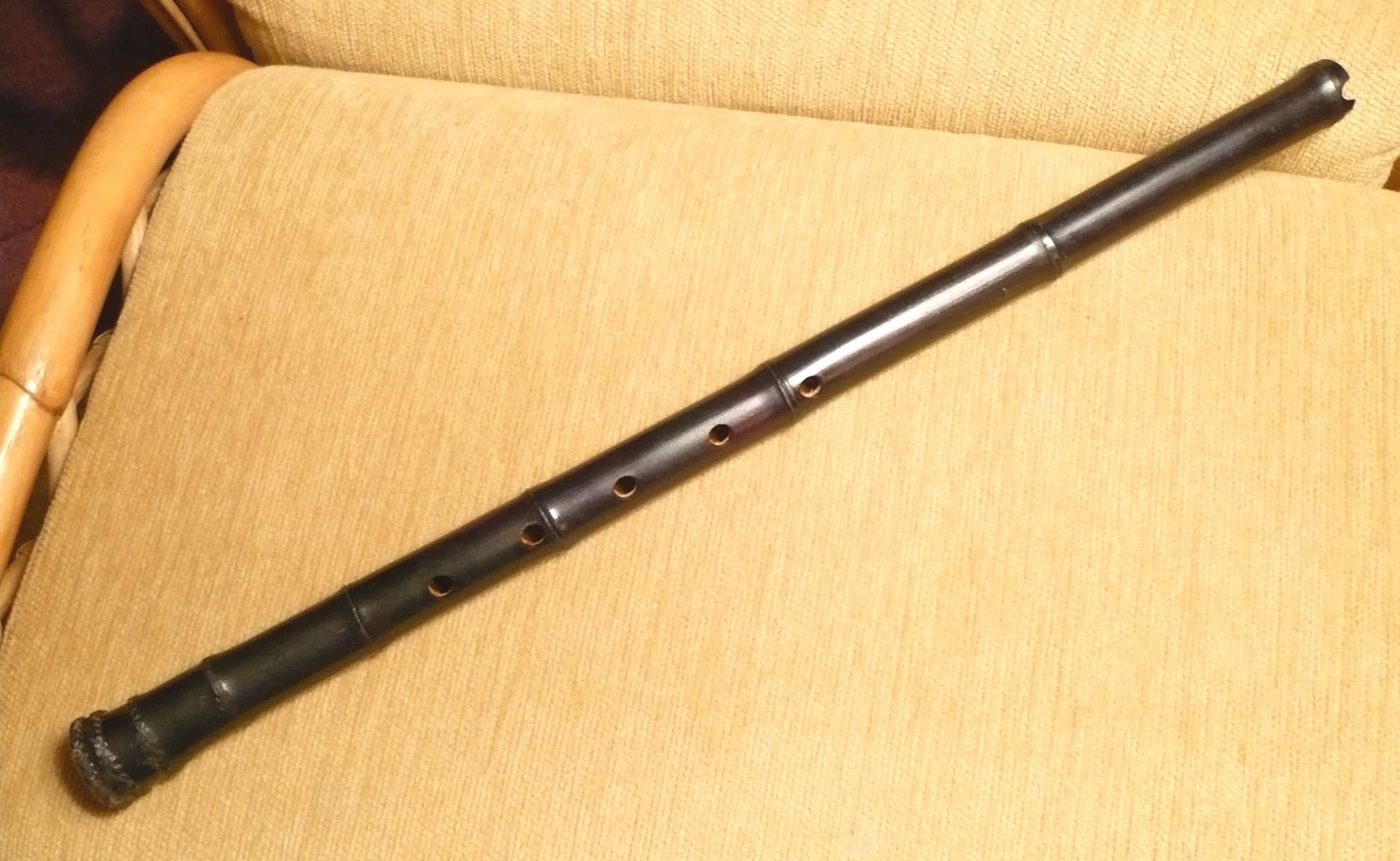
Un xiao taiwanés.

El xiao (en chino simplificado: 箫; chino tradicional: 簫; pinyin: xiāo; Wade-Giles: hsiao; pronunciado [ɕi̯ɑ́ʊ̯]) es una flauta longitudinal china. En general es hecho de bambú. Otra nombre para el instrumento es el dongxiao (洞箫; 洞簫; dòngxiāo), dong significando "agujero". Un nombre antiguo para el xiao es el shùzhúdí (豎竹笛, literalmente "flauta de bambú vertical"; pronunciado [ʂûtʂutǐ]), con el término 'xiao' también incluyendo el dizi.
El xiao es un instrumento chino muy antiguo que es normalmente pensado haber desarrollado flauta longitudinal simple que era usado por las personas Qiang de China de Suroeste.En las tradiciones orales sobre el xiao, los practicantes y los poetas dicen que su sonido se parece al sonido dulce de la llamada del Fénix, el rey de los pájaros en la creencia China.
Recientemente el xiao ha tenido un renacimiento de énfasis cultural en la provincia de Guizhou. Esta es debido a la presencia allí de Yuping Productos de Flauta y su desarrollando de "la cultura del xiao". Pero en ese caso el xiao se ve en general como un peldaño en el camino para desarrollos más lejanos de la flauta Shaxiao.

## Construcción de un xiao
La mayoría de los xiao son hechos de bambú, el tipo de calidad mejora siendo el 'bambú negro' o 紫竹; zishu en chino.
Algunos xiao son hechos de madera sólida que ha sido tallado y ahuecado. Pueden ser sencillo, o también pueden tener una incrustación de cuerno o varias inscripción por la hasta. Normalmente, alambres de nailon son devanados por la hasta para intentar estabilizar el bambú y prevenir que se agrieta. Algunos músicos atan una borla de uno de los agujeros bajos, puramente para decoración. 
Hoy en día los xiao son principalmente en tono de sol (con la re encima de la do central siendo la nota más baja, tocado con todos los dedos cubriendo sus agujeros), pero hay xiao en tonos menos comunes, en principal lo de fa. Los xiao más tradicionales típicamente tienen seis agujeros de dedo pero la mayoría de los xiao modernos tienen ocho. Los agujeros adicionales no hacen que el xiao se puede tocar más notas, pero la cambia para que notas como la fa natural son más fácil para tocar. Hay cuatro (o a veces dos o seis) agujeros de sonido situado en el tercero más bajo del instrumento. La embocadura se sitúa en la parte encima del instrumento y puede ser cortado en una forma de la letra U, la letra V, o a un ángulo (con o sin una incrustación de cuerno o marfil). Algunos xiao tienen el extremo de soplar cortado en su entero, así que el músico necesita utilizar el espacio entre su mentón y sus labios para cubrir el agujero completamente. Pueden tener una ensambladura de metal entre la embocadura y el agujero de dedo primero para que se puede afinar el xiao. También en unos casos hay otra ensambladura entre el agujero de dedo último y los agujeros de sonido. El largo de los xiao puede ser 45cm hasta más que 1,25m, pero en género son entre 75cm y 85cm. Normalmente los xiao más cortos son más difícil para jugar porque el músico necesita controlar su aliento con más exactitud. El ángulo para tocar el xiao es cerca de 45 grados del cuerpo.

## Tipos de xiao

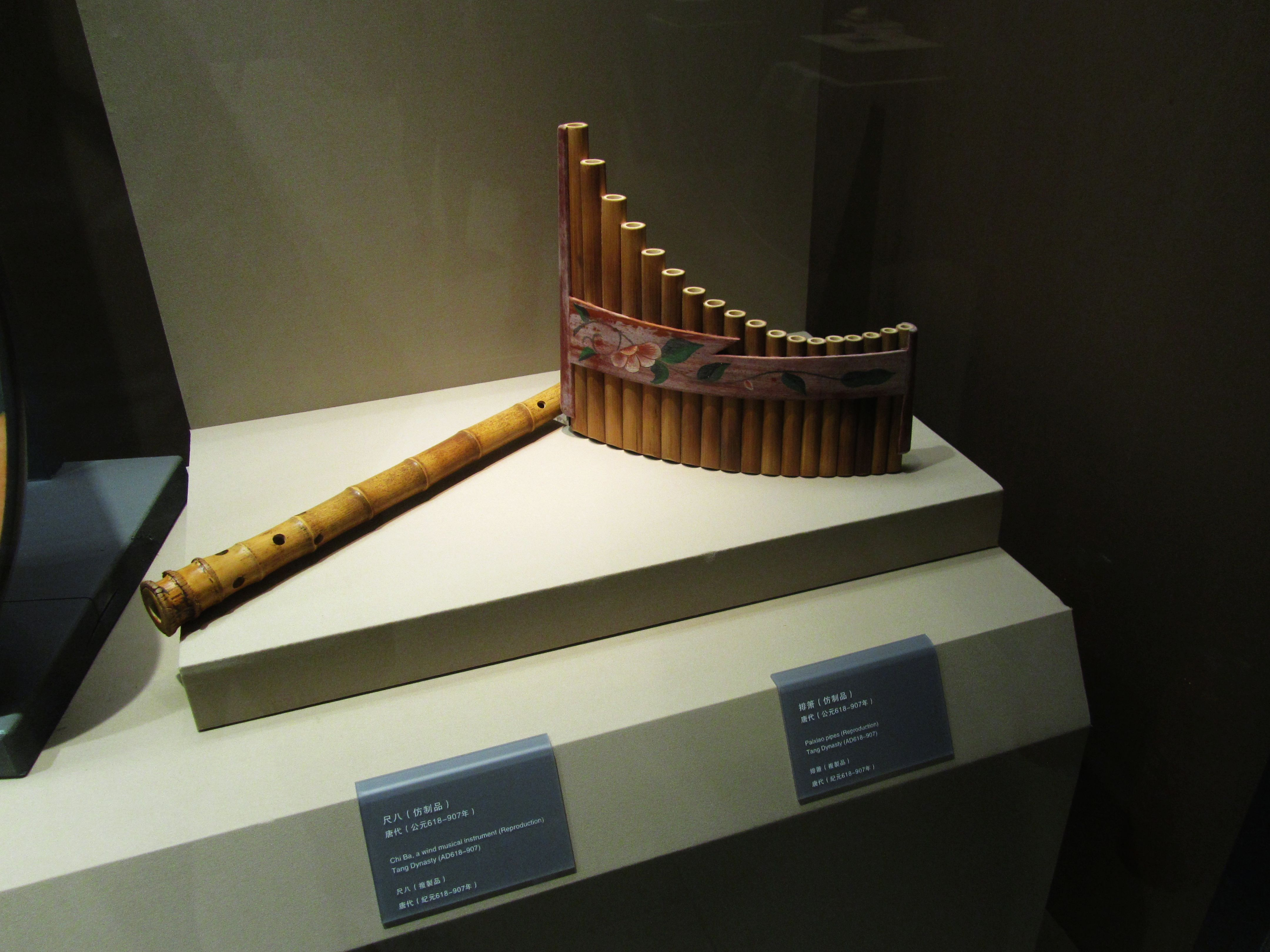
Reproducción de una flauta de bambú (chiba) y un paixiao de la dinastía Tang en el Museo del Mercado Occidental de Tang, en Xi'an

En adicción al dongxiao, hay otros tipos de xiao incluyendo (pero no limitado a):
El beixiao (北箫; 北簫; "xiao del norte"), la variante común de xiao en el norte de China. Su tono es menos denso que lo del nanxiao porque no incluye la raíz de bambú. Su mouthpiece es generalmente en una forma de la letra U.
El qinxiao (琴箫; 琴簫) es una variedad del beixiao que es más estrecho y generalmente en tono de fa con ocho agujeros para los dedos que son más pequeños que los del beixiao. Es utilizado para acompañar el guqin. La estrechez del qinxiao hace que el tono es más blando, haciéndolo más adecuado para jugar con el qin porque es un instrumento muy tranquilo y un beixiao normal ahogaría su volumen bajo.
El nanxiao (南箫; 南簫; "xiao del sur"), también llamado el chiba (尺八, "ocho pies", un nombre viejo que es todavía usado para el shakuhachi japonés) es un xiao corto con una boquilla abierta que es usado en la música Nanguan, el local ópera Quanzhou en Fujian. Típicamente, el extremo incorpora una parte de la raíz del bambú. Esta tipo de xiao está utilizado en el sur de China y en Taiwán, normalmente hecho de bambú taiwanés.

## Instrumentos relacionados
Otro instrumento, el paixiao (排簫; 排箫; páixiāo) es una flauta de Pan utilizado en la China antigua y cuál, a pesar de que  queda poco común, recientemente ha tenido algo de un retorno.
Los shakuhachi y hocchiku japoneses, el tiêu vietnamita, y los tungso y danso coreanos, son descendidos de formas más tempranas del xiao chino.

### Vídeo
- Xiao vídeo

- Datos: Q1394795
- Multimedia: Xiao / Q1394795